# 광산 사고
광산 사고 또는 광업 사고(mining accident)는 광물이나 금속을 채굴하는 과정에서 발생하는 사고이다. 매년 수천 명의 광부들이 광산 사고로 사망하며, 특히 지하 석탄 채굴로 인해 사망한다. 그러나 경암 채굴에서도 사고가 발생한다. 석탄 채굴은 평평한 암석 지층, 일반적으로 무능한 암석, 메테인 가스 및 석탄 먼지의 존재로 인해 단단한 암석 채굴보다 훨씬 더 위험한 것으로 간주된다. 요즘 사망의 대부분은 개발도상국과 안전 조치가 충분히 이행되지 않는 선진국의 농촌 지역에서 발생한다. 광산재해(mining disaster)는 사망자가 5명 이상 발생한 사고이다.

## 원인
광산 사고는 황화수소와 같은 유독 가스나 폭발성 천연 가스(특히 화약이나 메테인)의 누출, 분진 폭발, 광산 붕괴, 광산으로 인한 지진, 홍수, 부주의로 인한 일반적인 기계적 오류, 사용되거나 오작동하는 광산 장비(예: 안전 램프 또는 전기 장비) 등 다양한 원인으로 발생할 수 있다. 지하에서 부적절한 폭발물을 사용하면 메테인 및 석탄 분진 폭발이 발생할 수도 있다.